# Toleto
Toleto di Ponzone (Turaj /tu'řaj/ in dialetto locale; "a Toleto": an Turaj), è una frazione del comune di Ponzone, in provincia di Alessandria, da cui dista 8,1 chilometri percorrendo la SP210.

## Descrizione
La frazione dista, in linea d'aria, 4.56 Km da Ponzone e 39.95 Km da Alessandria. Dista inoltre 75.36 Km dal capoluogo di regione (Torino). Il paese di Toleto è posto a 625 metri s.l.m. e ha le sue origini attorno al 1442, data incisa sull'abside della chiesa dedicata a San Giacomo Maggiore. La festa religiosa si celebra la domenica più vicina al 25 luglio.
È la patria del pittore Pietro Ivaldi detto "Il Muto" (1810-1885)
Il secondo sabato di luglio si tiene una importante festa medioevale , che rievoca il Marchesato di Ponzone ed i cavalieri templari che ne fecero la storia.